# Perivolia
Perivolia tou Trikomou  (in greco Περιβόλια του Τρικώμου?; in turco; Bahçeler) è un villaggio della penisola del Karpas nel nord dell'isola mediterranea di Cipro. Il villaggio si trova de facto nel distretto di Iskele della Repubblica Turca di Cipro del Nord, mentre de iure appartiene al distretto di Famagosta della Repubblica di Cipro.
Il villaggio aveva 44 abitanti nel 2011.

## Geografia fisica
Bahçeler/Perivolia si trova nella penisola del Karpas, un chilometro a sud-est di Trikomo/İskele, e si affaccia sulla baia di Famagosta.

## Origini del nome
Il nome greco Perivolia tou Trikomou significa 'Giardini di Trikomo', mentre il nome turco del villaggio, Bahçeler, introdotto nel 1958, traduce solo la prima parte del nome in turco e significa anche 'giardini'.

## Società

### Evoluzione demografica
Nel 1891, le autorità coloniali britanniche censirono 73 abitanti, di cui 65 erano considerati turchi e otto greci. Nel 1901, c'erano 34 abitanti in più, di cui 61 turchi e 46 greci. In seguito, il numero di turchi aumentò lentamente, mentre il numero di greco-ciprioti diminuì. Nel 1931 c'erano 67 turchi e 38 greci, nel 1946 c'erano ancora 79 turchi ciprioti e 24 greci ciprioti che vivevano nel villaggio, nel 1960 c'erano solo 44 turchi. I numeri fluttuanti sono probabilmente dovuti al lavoro dei migranti. Quando i conflitti scoppiarono nel 1963, i turchi ciprioti fuggirono a Ovgoros/Ergazi, Altınova/Agios Iakovos e Avgolida/Kurtuluş. Anche se 46 turchi furono censiti di nuovo nel 1973, sembra che quelli che fuggirono rimasero nei luoghi menzionati.
Il censimento del 1978 contava 299 turchi ciprioti, nel 1996 ce n'erano 309. Si trattava principalmente di rifugiati di Larnaca che arrivarono nel villaggio con il reinsediamento forzato eufemisticamente chiamato scambio di popolazione a Cipro nel 1975.